# Cantonul Athis-de-l'Orne
Cantonul Athis-de-l'Orne este un canton din arondismentul Argentan, departamentul Orne, regiunea Basse-Normandie, Franța.

## Comune
| Comune                       | Populație (1999) | Cod poștal | Cod INSEE |
| ---------------------------- | ---------------- | ---------- | --------- |
| Athis-de-l'Orne              | ...              | 61430      | 61007     |
| Berjou                       | ...              | 61430      | 61044     |
| Bréel                        | ...              | 61100      | 61058     |
| Cahan                        | ...              | 61430      | 61069     |
| La Carneille                 | ...              | 61100      | 61073     |
| Durcet                       | ...              | 61100      | 61148     |
| La Lande-Saint-Siméon        | ...              | 61100      | 61219     |
| Ménil-Hubert-sur-Orne        | ...              | 61430      | 61269     |
| Notre-Dame-du-Rocher         | ...              | 61100      | 61313     |
| Ronfeugerai                  | ...              | 61100      | 61353     |
| Saint-Pierre-du-Regard       | ...              | 61790      | 61447     |
| Sainte-Honorine-la-Chardonne | ...              | 61430      | 61407     |
| Ségrie-Fontaine              | ...              | 61100      | 61465     |
| Taillebois                   | ...              | 61100      | 61478     |
| Les Tourailles               | ...              | 61100      | 61489     |